# Colophon whitei
Colophon whitei es una especie de coleóptero de la familia Lucanidae.

## Distribución geográfica
Habita en Sudáfrica.